# Saison 3 de Blindspot
Chronologie
Saison 2 Saison 4
Cet article présente les épisodes de la troisième saison de la série télévisée américaine Blindspot.

## Synopsis
Dans cette saison 3, de nouveaux tatouages sont découverts sur Jane Doe. Ces derniers vont dévoiler de nombreux secrets sur chaque membre de l'équipe qui devront rester soudés pour se battre contre Roman.

### Anecdotes sur les titres des épisodes
Comme dans les saisons précédentes, un message est caché dans les titres originaux des épisodes. Ici, en retenant la lettre telle que la lettre qui la précède et celle qui la suit sont les mêmes, on obtient : « One of us will give our life »[réf. souhaitée].

## Diffusion
- Aux États-Unis, la saison est diffusée depuis le 27 octobre 2017 sur le réseau NBC.
- Au Canada, la saison est diffusée en simultané sur le réseau CTV.

## Distribution

### Acteurs principaux
- Jaimie Alexander (VF : Karine Texier) : Jane Doe / Alice « Remy » Kruger
- Sullivan Stapleton (VF : Xavier Fagnon) : Kurt Weller
- Rob Brown (VF : Frédéric Kontogom) : Agent Edgar Reade
- Audrey Esparza (VF : Marion Valantine) : Agent Natasha « Tasha » Zapata
- Ashley Johnson (VF : Julia Boutteville) : Patterson
- Luke Mitchell (VF : Thibaut Lacour) : Ian « Roman » Kruger

### Acteurs récurrents
- Ennis Esmer (VF : Julien Sibre) : Rich Dotcom / Gord Enver
- Mary Stuart Masterson (VF : Micky Sebastian) : Eleanor Hirst, la directrice du FBI
- Chad Donella (VF : Eric Chantelauze) : Jack Keaton
- Tori Anderson (VF : Pauline Moigeon Valles) : Blake Crawford[1] (10 épisodes)
- Kristina Reyes (VF : Marlène Goulard) : Avery[2] (11 épisodes)

### Acteurs invités
- Amy Rutberg : Marci (épisode 2)
- Paul Guilfoyle : Rosmond Ott[3] (épisode 4)
- Anthony Lemke (VF : Eric Aubrahn) : Victor[4] (épisodes 9, 10 et 12)
- Steve Kazee : Clem Hahn (épisodes 11 et 12)
- Archie Panjabi (VF : Olivia Nicosia) : Nas Kamal[5] (épisode 13)
- Lauren Stamile : Millicent Van Der Waal (épisodes 16 et 18)
- Bill Nye : lui-même[6] (épisode 20)
- Jennifer Esposito : Lynnette Belmont (épisodes 20 et 21)

## Liste des épisodes

### Épisode 1:Nouvelle peau
- États-Unis /  Canada : 27 octobre 2017 sur NBC / CTV
- Belgique : 3 juillet 2018 sur La Une[7]
- Québec : 22 août 2018 sur AddikTV[8]
- France : 8 janvier 2019 sur TF1[9]

- États-Unis : 4,13 millions de téléspectateurs[10] (première diffusion)
- Canada : 923 000 téléspectateurs[11] (première diffusion + différé 7 jours)

### Épisode 2:Le Bouclier
- États-Unis /  Canada : 3 novembre 2017 sur NBC / CTV
- Belgique : 3 juillet 2018 sur La Une[12]
- Québec : 29 août 2018 sur AddikTV
- France : 9 janvier 2019 sur TF1

- États-Unis : 3,5 millions de téléspectateurs[13] (première diffusion)
- Canada : 913 000 téléspectateurs[14] (première diffusion + différé 7 jours)

### Épisode 3:Trois souris aveugles
- États-Unis /  Canada : 10 novembre 2017 sur NBC / CTV
- Belgique : 3 juillet 2018 sur La Une[15]
- Québec : 5 septembre 2018 sur AddikTV
- France : 9 janvier 2019 sur TF1

- États-Unis : 3,38 millions de téléspectateurs[16] (première diffusion)

Manni Perez, Natalie Roy, Michelle Hendley

### Épisode 4:La Fille du Phoenix
- États-Unis /  Canada : 17 novembre 2017 sur NBC / CTV
- Belgique : 10 juillet 2018 sur La Une[17]
- Québec : 12 septembre 2018 sur AddikTV
- France : 9 janvier 2019 sur TF1

- États-Unis : 3,37 millions de téléspectateurs[18] (première diffusion)

### Épisode 5:Le Petit Héritier
- Canada : 30 novembre 2017 sur CTV
- États-Unis : 1er décembre 2017 sur NBC
- Belgique : 10 juillet 2018 sur La Une[19]
- Québec : 19 septembre 2018 sur AddikTV

- États-Unis : 3,35 millions de téléspectateurs[20] (première diffusion)
- Canada : 836 000 téléspectateurs[21] (première diffusion + différé 7 jours)

### Épisode 6:Silence, ça tourne!
- États-Unis /  Canada : 8 décembre 2017 sur NBC / CTV
- Belgique : 10 juillet 2018 sur La Une[22]
- Québec : 26 septembre 2018 sur AddikTV

- États-Unis : 3,5 millions de téléspectateurs[23] (première diffusion)
- Canada : 944 000 téléspectateurs[24] (première diffusion + différé 7 jours)

### Épisode 7:Le Remède et le poison
- États-Unis /  Canada : 15 décembre 2017 sur NBC / CTV
- Belgique : 17 juillet 2018 sur La Une
- Québec : 3 octobre 2018 sur AddikTV
- France : 15 janvier 2019 sur TF1

- États-Unis : 3,33 millions de téléspectateurs[25] (première diffusion)
- Canada : 1,002 million de téléspectateurs[26] (première diffusion + différé 7 jours)

### Épisode 8:Tel est pris…
- États-Unis /  Canada : 22 décembre 2017 sur NBC / CTV
- Belgique : 17 juillet 2018 sur La Une
- Québec : 10 octobre 2018 sur AddikTV

- États-Unis : 3,5 millions de téléspectateurs[27] (première diffusion)
- Canada : 932 000 téléspectateurs[28] (première diffusion + différé 7 jours)

- David Morse

### Épisode 9:Lanceur d'alerte
- États-Unis /  Canada : 12 janvier 2018 sur NBC / CTV
- Belgique : 17 juillet 2018 sur La Une
- Québec : 17 octobre 2018 sur AddikTV

- États-Unis : 3,56 millions de téléspectateurs[29] (première diffusion)

### Épisode 10:Les Bombes humaines
- États-Unis /  Canada : 19 janvier 2018 sur NBC / CTV
- Belgique : 24 juillet 2018 sur La Une
- Québec : 24 octobre 2018 sur AddikTV

- États-Unis : 3,55 millions de téléspectateurs[30] (première diffusion)
- Canada : 932 000 téléspectateurs[31] (première diffusion + différé 7 jours)

### Épisode 11:Le Magicien d'or
- États-Unis /  Canada : 26 janvier 2018 sur NBC / CTV
- Belgique : 24 juillet 2018 sur La Une
- Québec : 31 octobre 2018 sur AddikTV

- États-Unis : 3,75 millions de téléspectateurs[32] (première diffusion)
- Canada : 967 000 téléspectateurs[33] (première diffusion + différé 7 jours)

### Épisode 12:Le Bunker
- États-Unis /  Canada : 2 février 2018 sur NBC / CTV
- Belgique : 24 juillet 2018 sur La Une
- Québec : 7 novembre 2018 sur AddikTV

- États-Unis : 3,20 millions de téléspectateurs[34] (première diffusion)
- Canada : 920 000 téléspectateurs[35] (première diffusion + différé 7 jours)

### Épisode 13:Coup de semonce
- États-Unis /  Canada : 2 mars 2018 sur NBC / CTV
- Belgique : 31 juillet 2018 sur La Une
- Québec : 14 novembre 2018 sur AddikTV

- États-Unis : 3,12 millions de téléspectateurs[36] (première diffusion)

### Épisode 14:Le jour sans fin
- États-Unis /  Canada : 9 mars 2018 sur NBC / CTV
- Belgique : 31 juillet 2018 sur La Une
- Québec : 21 novembre 2018 sur AddikTV

- États-Unis : 3,03 millions de téléspectateurs[37] (première diffusion)

### Épisode 15:La Mise à l'épreuve
- États-Unis /  Canada : 16 mars 2018 sur NBC / CTV
- Belgique : 31 juillet 2018 sur La Une
- Québec : 28 novembre 2018 sur AddikTV

- États-Unis : 3,40 millions de téléspectateurs[38] (première diffusion)
- Canada : 863 000 téléspectateurs[39] (première diffusion + différé 7 jours)

### Épisode 16:Opération Dragonfly
- États-Unis /  Canada : 23 mars 2018 sur NBC / CTV
- Belgique : 7 août 2018 sur La Une
- Québec : 5 décembre 2018 sur AddikTV

- États-Unis : 3,27 millions de téléspectateurs[40] (première diffusion)

### Épisode 17:Le Gala
- États-Unis /  Canada : 30 mars 2018 sur NBC / CTV
- Belgique : 7 août 2018 sur La Une
- Québec : 12 décembre 2018 sur AddikTV

- États-Unis : 2,93 millions de téléspectateurs[41] (première diffusion)

### Épisode 18:En joue
- États-Unis /  Canada : 20 avril 2018 sur NBC / CTV
- Belgique : 7 août 2018 sur La Une
- Québec : 19 décembre 2018 sur AddikTV

- États-Unis : 2,72 millions de téléspectateurs[42] (première diffusion)

### Épisode 19:Le Conspirationniste
- États-Unis /  Canada : 27 avril 2018 sur NBC / CTV
- Belgique : 14 août 2018 sur La Une
- Québec : 9 janvier 2019 sur AddikTV[43]

- États-Unis : 2,69 millions de téléspectateurs[44] (première diffusion)

### Épisode 20:Une histoire de famille
- États-Unis /  Canada : 4 mai 2018 sur NBC / CTV
- Belgique : 14 août 2018 sur La Une
- Québec : 16 janvier 2019 sur AddikTV

- États-Unis : 2,75 millions de téléspectateurs[45] (première diffusion)

- Bill Nye (lui-même)

### Épisode 21:Désertion
- États-Unis /  Canada : 11 mai 2018 sur NBC / CTV
- Belgique : 21 août 2018 sur La Une
- Québec : 23 janvier 2019 sur AddikTV

- États-Unis : 2,76 millions de téléspectateurs[46] (première diffusion)

- Michelle Hurd (Ellen « Shepherd » Briggs)

### Épisode 22:La Clé des songes
- États-Unis /  Canada : 18 mai 2018 sur NBC / CTV
- Belgique : 21 août 2018 sur La Une
- Québec : 30 janvier 2019 sur AddikTV

- États-Unis : 2,98 millions de téléspectateurs[47] (première diffusion)